# Coupe d'Europe de beach soccer 2012
Navigation
2010 2014
L'Euro Beach Soccer Cup 2012 est la treizième édition de cette compétition regroupant les huit meilleurs nations de beach soccer d'Europe. Elle se déroule à Moscou du 17 au 19 février 2012.
La Russie remporte son second trophée consécutif, le premier à domicile.

## Nations participantes
- Espagne

- France

- Italie

- Pologne

- Portugal

- Suisse

- Roumanie

- Russie

## Déroulement
Huit équipes participent au tournoi qui se joue à élimination directe et commence aux quarts de finale avant des matchs de classement.

## Tournoi

### Quarts de finale
| 17 février 2012 | Suisse  | 3 - 0 | Roumanie |  |
| 15:15           |         |       |          |  |
|                 | Rapport |       |          |  |

| 17 février 2012 | Espagne                           | 4 - 11 | Italie |  |  |
| 16:30           | M. Beiro 5e, 23e · Kuman 15e, 35e |        | 15e, 22e, 23e, 36e G. Soria · 5e, 19e, 28e P. Palmacci · 1re, 34e S. Feudi · 20e F. Corosiniti · 33e S. Marinai |  |  |
| 16:30           | Rapport                           |        | |  |  |

| 17 février 2012 | Portugal                                                            | 5 - 3 | Pologne                                            |  |  |
| 17:45           | Madjer 14e, 35e · B. Novo 7e · B. Torres 8e · B. Piechnik 18e (csc) |       | 1re B. Saganowski · 14e D. Baran · 16e B. Piechnik |  |  |
| 17:45           | Rapport                                                             |       |                                                    |  |  |

| 17 février 2012 | Russie                                         | 5 - 1 | France         |  |  |
| 19:00           | D. Shishin 21e, 32e, 35e · A. Makarov 16e, 21e |       | 24e G. Touchat |  |  |
| 19:00           | Rapport                                        |       |                |  |  |

### Demi-finale
| 18 février 2012 | Suisse                                             | 6 - 7 | Portugal                                                         |  |  |
| 15:30           | D. Stankovic 7e, 8e, 15e, 15e, 32e · M. Jaeggy 34e |       | 4e, 6e, 14e Madjer · 3e, 28e R. Coimbra · 2e Jordan · 9e B. Novo |  |  |
| 15:30           | Rapport                                            |       |                                                                  |  |  |

| 18 février 2012 | Russie                                                   | 4 - 1 | Italie       |  |  |
| 16:45           | A. Makarov 7e, 26e · A. Bukhlitskiy 12e · E. Shaykov 30e |       | 28e G. Soria |  |  |
| 16:45           | Rapport                                                  |       |              |  |  |

### 5eà la8eplace
| Demi-finale 1         | Roumanie                   | 2 - 6 | Pologne                                                                         |  |  |
| 18 février 2012 13:00 | M. Posteucă 18e · Maci 28e |       | 6e, 25e P. Friszkemut · 15e, 34e D.Baran · 4e K. Grzegorczyk · 27e T. Wydmuszek |  |  |
| 18 février 2012 13:00 | Rapport                    |       |                                                                                 |  |  |

| Demi-finale 2         | France                                 | 2 - 3 | Espagne                  |  |  |
| 18 février 2012 14:15 | C. Torres 16e (csc) · J. Basquaise 28e |       | 3e, 7e Kuman · 31e Pajon |  |  |
| 18 février 2012 14:15 | Rapport                                |       |                          |  |  |

| 7e place              | Roumanie                                                      | 4 - 6 | France                                                                     |  |  |
| 19 février 2012 13:00 | L. Croituru 6e, 25e · J. Basquaise 16e (csc) · L. Chirilă 31e |       | 6e, 26e D. Samoun · 18e, 30e J. Basquaise · 16e F. Mendy · 20e A. Barbotti |  |  |
| 19 février 2012 13:00 | Rapport                                                       |       |                                                                            |  |  |

| 5e place              | Pologne                                             | 3 - 2 | Espagne                 |  |  |
| 19 février 2012 14:15 | D. Depta 6e · P. Friszkemut 17e · B. Saganowski 27e |       | 6e Kuman · 18e M. Beiro |  |  |
| 19 février 2012 14:15 | Rapport                                             |       |                         |  |  |

### Finale
| 19 février 2012 | Russie                                               | 4 - 2 | Portugal               |  |  |
| 16:45           | E. Eremeev 18e, 30e · E. Shaykov 8e · A. Makarov 23e |       | 32e Lucio · 36e Madjer |  |  |
| 16:45           | Rapport                                              |       |                        |  |  |

## Classement final
| Place | Équipe   |
| ----- | -------- |
| 1     | Russie   |
| 2     | Portugal |
| 3     | Suisse   |
| 4     | Italie   |
| 5     | Pologne  |
| 6     | Espagne  |
| 7     | France   |
| 8     | Roumanie |

## Récompenses individuelles
Trophées individuels décernés à la fin de la compétition :
- Meilleur joueur :  Alekseï Makarov
- Meilleurs buteurs :  Madjer,   Stankovic et  Soria (6 buts)
- Meilleur gardien :  Andreï Boukhlitski